# Rhodobryum neelgheriense
Rhodobryum neelgheriense là một loài Rêu trong họ Bryaceae. Loài này được (Mont.) Paris miêu tả khoa học đầu tiên năm 1898.